# PPM1L
PPM1L (англ. Protein phosphatase, Mg2+/Mn2+ dependent 1L) – білок, який кодується однойменним геном, розташованим у людей на 3-й хромосомі. Довжина поліпептидного ланцюга білка становить 360 амінокислот, а молекулярна маса — 41 053.
| 10         |  | 20         |  | 30         |  | 40         |  | 50         |
| ---------- |  | ---------- |  | ---------- |  | ---------- |  | ---------- |
| MIEDTMTLLS |  | LLGRIMRYFL |  | LRPETLFLLC |  | ISLALWSYFF |  | HTDEVKTIVK |
| SSRDAVKMVK |  | GKVAEIMQND |  | RLGGLDVLEA |  | EFSKTWEFKN |  | HNVAVYSIQG |
| RRDHMEDRFE |  | VLTDLANKTH |  | PSIFGIFDGH |  | GGETAAEYVK |  | SRLPEALKQH |
| LQDYEKDKEN |  | SVLSYQTILE |  | QQILSIDREM |  | LEKLTVSYDE |  | AGTTCLIALL |
| SDKDLTVANV |  | GDSRGVLCDK |  | DGNAIPLSHD |  | HKPYQLKERK |  | RIKRAGGFIS |
| FNGSWRVQGI |  | LAMSRSLGDY |  | PLKNLNVVIP |  | DPDILTFDLD |  | KLQPEFMILA |
| SDGLWDAFSN |  | EEAVRFIKER |  | LDEPHFGAKS |  | IVLQSFYRGC |  | PDNITVMVVK |
| FRNSSKTEEQ |  |            |  |            |  |            |  |            |

A: Аланін

C: Цистеїн

D: Аспарагінова кислота

E: Глутамінова кислота

F: Фенілаланін

G: Гліцин

H: Гістидин

I: Ізолейцин

K: Лізин

L: Лейцин

M: Метіонін

N: Аспарагін

P: Пролін

Q: Глутамін

R: Аргінін

S: Серин

T: Треонін

V: Валін

W: Триптофан

Кодований геном білок за функціями належить до гідролаз, протеїн-фосфатаз. 
Задіяний у такому біологічному процесі, як альтернативний сплайсинг. 
Білок має сайт для зв'язування з іонами металів, іоном магнію, іоном марганцю. 
Локалізований у мембрані.